# Heoroweard
Heoroweard è un personaggio che appare nel Beowulf e che compare anche in alcune leggende norrene, dove è chiamato Hjörvarðr o Hiartuar. Se fosse esistito, il suo nome nella lingua del tempo (il proto-norreno) sarebbe stato *Heruwarduz.
Nelle fonti norrene, Heoroweard si ribellò contro Hroðulf/Hrólfr Kraki e lo uccise, ma per il resto le fonti variano molto l'una dall'altra.
Nella parafrasi del Bjarkamál nelle Gesta Danorum di Saxo Grammaticus, il suo esercito consisteva di Sueoni per una linea e di Geati per un'altra. Questa informazione non compare in nessun altro racconto.
Diverse fonti sostengono che fosse sposato con Skuld, che secondo il riassunto di Arngrímur della perduta Saga degli Skjöldungar era la figlia di re Aðils di Svezia (chiamato Eadgils nel Beowulf). Tuttavia, secondo il Chronicon Lethrense e la Hrólfs saga kraka ok kappa hans, lei era figlia di Helgi (Halga), mentre Saxo è vago sull'identità del padre di Skuld.
La Hrólfs saga kraka ok kappa hans non dice da dove venisse, ma secondo Arngrímur Jónsson Heoroweard era re di Öland e, secondo Saxo, divenne jarl di Hrólfr Kraki in Svezia, mentre per il Chronicon Lethrense era tedesco e jarl di Scania.
Nel Beowulf egli è figlio di Heorogar, il fratello maggiore di Hroðgar (Hróar) e Halga (Helgi); di conseguenza aveva più diritti di Hrólfr Kraki (Hroðulf) di ascendere al trono di Danimarca, e infatti fu proprio lui ad ucciderlo secondo altre fonti. Nel Beowulf è citato solo una volta, ai versi 2160-2161. Beowulf, nel dare al suo signore Hygelac l'armatura di Heorogar (che Hroðgar gli aveva dato come ricompensa), ripeté ciò che Hroðgar aveva detto a lui: "Giammai Heorogar l'avrebbe data a suo figlio, il valente Heoroweard, sebben fosse sincero con lui...".
Heoroweard non sopravvisse a lungo dopo la morte di Hrólfr. Secondo il riassunto di Arngrímur Jónsson della Saga degli Skjöldungar, la Hrólfs saga kraka ok kappa hans e il Chronicon Lethrense fu ucciso poco dopo. Secondo la Hrólfs saga kraka ok kappa hans fu ucciso durante la battaglia, e secondo le altre fonti divenne re ma fu ucciso lo stesso giorno.

## Successori
Secondo Arngrímur, a Heoroweard succedette Rörek (chiamato Hreðric nel Beowulf), il cugino del padre di Hrólfr, ma fu attaccato da Valdar; alla fine si divisero il regno: Rörek mantenne la Zelanda, Valdar prese la Scania. Questa versione non concorda con il Bjarkamál che racconta invece che Rörik fu ucciso da Hrólfr.
Secondo la Hrólfs saga kraka ok kappa hans, Skuld ereditò il regno ma fu uccisa dal re dei Geati Thorir Zampa-di-Segugio e dagli uomini di Yrsa. Il regno passò poi nelle mani delle figlie di Hrólfr.
Secondo Saxo, fu Höðr, fratello di Aðils, che divenne re contemporaneamente di Danimarca e Svezia.
Nel Chronicon Lethrense, è Haki figlio di Hamund a diventare re di Danimarca, ma le altre fonti che lo menzionano lo pongono secoli prima.

## Interpretazione di Olrik
Lo studioso danese Axel Olrik (1903) ha proposto una soluzione al perché le fonti siano così varie. Secondo il Beowulf, Adils sale sul trono svedese aiutato dai Geati. Nel caso di Heoroweard, c'è un pretendente che sale al trono danese aiutato dagli Svedesi. Ecco perché Heoroweard è facilmente eletto jarl degli Svedesi: nella versione patriottica di Saxo i monarchi svedesi sono spesso eletti e detronizzati; per rendere questo possibile, Saxo, o la sua tradizione, doveva far sconfiggere Adils dai Danesi e fargli perdere il regno. Nella tradizione islandese di Arngrímur, che ha una concezione più positiva della successione dei re svedesi, Heoroweard non poteva essere messo a capo della Svezia, e così fu nominato re di un regno ai margini della Svezia, Öland, noto per essere indipendente, ma la cui linea di successione era poco conosciuta.
Secondo Arngrímur e il Chronicon Lethrense, Heoroweard è il genero di Adils, marito della figlia Skuld, mentre la Hrólfs saga kraka ok kappa hans lo dice genero di Helgi (ma secondo Olrik, non avrebbe potuto sposare la propria cugina). Questo mostra che Heoroweard aveva uno stretto rapporto con Adils e Olrik suggerisce che la vera ragione del viaggio di Hrólfr a Uppsala fosse l'aiuto da parte di Adils verso Heoroweard.
Tuttavia, secondo Snorri Sturluson, Hrólfr morì mentre regnava il re svedese Östen. Se sia Snorri che Olrik dicono la verità, il re svedese che aiutò Heoroweard nell'attacco e nell'uccisione di Hrólfr Kraki potrebbe non essere stato Adils, ma Östen.